# Furcraea hexapetala
Furcraea hexapetala ist eine Pflanzenart aus der Gattung Furcraea in der Unterfamilie der Agavengewächse (Agavoideae). Das Artepitheton hexapetala leitet sich von den griechischen Worten hexa- für ‚sechs‘ sowie petalon für ‚Blütenblatt‘ ab.

## Beschreibung
Furcraea hexapetala bildet bis zu 1 Meter hohe, dicke Stämme aus und ist rhizomatös. Gelegentlich sind zahlreiche basale Ableger vorhanden. Die bis zu 80 geraden, lanzettlichen Laubblätter sind in ihrer Mitte fast flach und werden zur Spitze hin rinnig. Ihre leuchtend grüne, ledrige, an der Unterseite leicht raue Blattspreite ist 115 bis 175 Zentimeter lang (selten 100 bis 200 Zentimeter) und 8 bis 10 Zentimeter (selten bis zu 15 Zentimeter) breit. An der spitzen Blattspitze befindet sich ein undeutliches aufgesetztes Spitzchen. Die stark aufwärts gebogenen, 6 bis 11 Millimeter langen Randzähne sitzen auf dreieckigen Basen und laufen in der Regel herab. Sie sind gelblich bis bräunlich und stehen 3 bis 7 Zentimeter (selten bis zu 12 Zentimeter) voneinander entfernt.
Der eiförmige Bulbillen tragende, pyramidal verzweigte Blütenstand erreicht eine Höhe von bis zu 1,6 Meter. Die glockenförmigen, hängenden Blüten stehen an 
4 bis 10 Millimeter langen Blütenstielen. Sie sind einzeln oder stehen zu zweit bis viert in Büscheln zusammen. Die Blüten weisen eine Länge von 38 bis 46& Millimeter (selten 30 bis 50& Millimeter) auf. Ihre länglichen weißlichen Perigonblätter sind 21 bis 25 Millimeter (selten 17 bis 30 Millimeter) lang und 6 bis 10 Millimeter breit. Die Staubfäden sind 15 bis 30 Millimeter lang. Der Fruchtknoten weist eine Länge von 17 bis 21 Millimeter und der Griffel von 15 bis 30 Millimeter auf.
Die breit länglichen, an ihrer Basis eingeschnürten und tief gefurchten Früchte sind an ihrer Spitze geschnäbelt. Sie erreichen eine Länge von 3 bis 5 Zentimeter und eine Breite von 2,5 bis 4 Zentimeter. Die Früchte enthalten 12 bis 14 Millimeter lange und 4 bis 6 Millimeter breite Samen, die flach sind.

## Systematik und Verbreitung
Furcraea hexapetala ist auf den Bahamas sowie im Westen von Kuba, auf Jamaika und Hispaniola verbreitet. Nach R. Govaerts kommt sie auch im südöstlichen Mexiko und von der Karibik bis Ecuador vor.
Die Erstbeschreibung als Agave hexapetala durch Nikolaus Joseph von Jacquin wurde 1760 veröffentlicht. Ignatz Urban stellte die Art 1903 in die Gattung Furcraea. Furcraea hexapetala wird in der Gattung in die Sektion Furcraea eingeordnet.
Synonyme sind Furcraea andina, Agave odorata Pers. (1805), Agave cubensis Jacq. (1763), Furcraea cubensis (Jacq.) Vent. (1793), Furcroya cubensis (Jacq.) Vent. (1796, unkorrekter Name ICBN-Artikel 11.3) und Furcraea macrophylla Baker (1897).

## Nachweise